# Agnellus Jesenwanger
Agnellus Jesenwanger OFM (1720-1781), též Iesenwanger, byl německý františkán a lektor teologie na řádových klášterních školách. Narodil se v roce 1720 v Augsburgu, řádové sliby složil roku 1739, kněžské svěcení přijal o šest let později.
Jako většina františkánských učitelů, působil Jesenwanger nejprve jako lektor filozofie, konkrétně v klášteře v Augsburgu v letech 1748-1753. Zde například roku 1753 prezidoval teze tří františkánských studentů vydané pod titulem: FontaLes DeIsMI faLLaCIae per actualem Dei in res creatas influxum...  Jeho dalším působištěm, nyní již na pozici lektora teologie, byl chebský konvent, kde žil a vyučoval v letech 1753 až 1757. Pozůstatkem tohoto Jesenwangerova působení v chebském klášteře, náležícím tehdy do štrasburské (hornoněmecké) františkánské provincie, je několik známých, jím presidovaných tezí:
- Conclusiones ex universa theologia dogmatico-speculativa sec. mentem S. Bonaventurae ... et I. D. Scoti...  z května 1756[4]
- Dubium de peccatis dubiis, utrum sint materia necessaria sacramentalis absolutionis ...  ze září 1757,[5]
- Dissertatio dogmatico-scholastico-iuridica et practico-theologica de advenis, peregrinis et vagabundis...  z května 1759.[6]

Po odchodu z Chebu Jesenwanger dočasně zanechal učitelských činností, provinční kapituly roku 1759 se účastnil již jako vysloužilý lektor (emeritus). Přesto se s ním setkáváme ještě v roce 1768 v bavorském klášteře Lechfeld (Klosterlechfeld, Campolycia) jako s vedoucím tezí Positiones ex iure universo selectae... Své zkušenosti dále zúročil ve funkci provinčního sekretáře štrasburské františkánské provincie, do níž byl jmenován v roce 1765. Zemřel v klášteře Heiligkreuz severně od města Kempten (Allgäu) dne 19. června 1781.